# Chile Open 2020
Chile Open 2020, oficiálním sponzorským názvem Chile Dove Men+Care Open 2020, byl tenisový turnaj pořádaný jako součást mužského okruhu ATP Tour, který se odehrával v Clubu de Tenis UC San Carlos de Apoquindo na otevřených antukových dvorcích. Konal se mezi 22. únorem až 1. březnem 2020 v chilském hlavním městě Santiagu jako dvacátý druhý ročník turnaje.
Obnovený turnaj hraný poprvé od roku 2014 disponoval rozpočtem 674 730 dolarů. Patřil do kategorie ATP Tour 250. Nejvýše nasazeným hráčem ve dvouhře se stal osmnáctý hráč světa Cristian Garín z Chile, kterého po volném losu ve druhém kole vyřadil Španěl Alejandro Davidovich Fokina. Jako poslední přímý účastník nastoupil do hlavní singlové soutěži 139. hráč žebříčku, Portugalec Pedro Sousa.
Premiérový titul na okruhu ATP Tour vybojoval Brazilec hrající na divokou kartu Thiago Seyboth Wild. V 19 letech se stal nejmladším a – jako 182. hráč světa – také nejníže postaveným brazilským vítězem na túře ATP, prvním šampionem narozeným v roce 2000 i nejmladším v sérii Golden Swing, hrané ve Střední a Jižní Americe, od titulu 18letého Nadala v Acapulku 2005. Deblovou soutěž ovládla španělská dvojice Roberto Carballés Baena a Alejandro Davidovich Fokina, jejíž členové odehráli první turnaj jako spoluhráči.

## Rozdělení bodů a finančních odměn

### Rozdělení bodů
| Soutěž  | vítězové | finalisté | semifinalisté | čtvrtfinalisté | 16 v kole | 32 v kole | Q  | Q2 | Q1 |
| ------- | -------- | --------- | ------------- | -------------- | --------- | --------- | -- | -- | -- |
| dvouhra | 250      | 150       | 90            | 45             | 20        | 0         | 12 | 6  | 0  |
| čtyřhra | 250      | 150       | 90            | 45             | 0         | —         | —  | —  | —  |

### Finanční odměny
| Soutěž                              | vítězové  | finalisté | semifinalisté | čtvrtfinalisté | 16 v kole | 32 v kole | Q2      | Q1      |
| ----------------------------------- | --------- | --------- | ------------- | -------------- | --------- | --------- | ------- | ------- |
| dvouhra                             | 101.285 $ | 45.065 $  | 31.560 $      | 17.960 $       | 10.305 $  | 6.030 $   | 2 945 $ | 1 630 $ |
| čtyřhra                             | 34 160 $  | 17 500 $  | 9 480 $       | 5 430 $        | 3 180 $   | —         | —       | —       |
| částka ve čtyřhře je uvedena na pár |           |           |               |                |           |           |         |         |

## Mužská dvouhra

### Nasazení
| Stát                           | Hráč                 | ATP | Nasazení |
| ------------------------------ | -------------------- | --- | -------- |
| Chile                          | Cristian Garín       | 18. | 1.       |
| Norsko                         | Casper Ruud          | 34. | 2.       |
| Španělsko                      | Albert Ramos-Viñolas | 41. | 3.       |
| Uruguay                        | Pablo Cuevas         | 46. | 4.       |
| Argentina                      | Juan Ignacio Londero | 61. | 5.       |
| Bolívie                        | Hugo Dellien         | 78. | 6.       |
| Argentina                      | Federico Delbonis    | 86. | 7.       |
| Brazílie                       | Thiago Monteiro      | 88. | 8.       |
| Žebříček ATP ke 17. únoru 2020 |                      |     |          |

### Jiné formy účasti
Následující hráči obdrželi divokou kartu do hlavní soutěže:
- Marcelo Tomás Barrios Vera
- Thiago Seyboth Wild
- Alejandro Tabilo

Následující hráči postoupili z kvalifikace:
- Filip Horanský
- Martin Kližan
- Renzo Olivo
- Carlos Taberner

Následující hráč postoupil z kvalifikace jako tzv. šťastný poražený:
- Juan Pablo Varillas

### Odhlášení
před začátkem turnaje
- Borna Ćorić → nahradil jej  Jozef Kovalík
- Laslo Djere → nahradil jej  Andrej Martin
- Nicolás Jarry → nahradil jej  Federico Coria
- Corentin Moutet → nahradil jej  Leonardo Mayer
- Guido Pella → nahradil jej  Juan Pablo Varillas
- Diego Schwartzman[6] → nahradil jej  Paolo Lorenzi
- Fernando Verdasco → nahradil jej  Salvatore Caruso

### Skrečování
- Cristian Garín

## Mužská čtyřhra

### Nasazení
| Stát                                                                                    | Hráč              | Stát               | Hráč             | ATP  | Nasazení |
| --------------------------------------------------------------------------------------- | ----------------- | ------------------ | ---------------- | ---- | -------- |
| Brazílie                                                                                | Marcelo Demoliner | Nizozemsko         | Matwé Middelkoop | 101. | 1.       |
| Salvador                                                                                | Marcelo Arévalo   | Spojené království | Jonny O'Mara     | 118. | 2.       |
| Indie                                                                                   | Divij Šaran       | Nový Zéland        | Artem Sitak      | 124. | 3.       |
| Uruguay                                                                                 | Ariel Behar       | Ekvádor            | Gonzalo Escobar  | 141. | 4.       |
| Žebříček ATP ke 17. únoru 2020; číslo je součtem žebříčkového postavení obou členů páru |                   |                    |                  |      |          |

### Jiné formy účasti
Následující páry obdržely divokou kartu do hlavní soutěže:
- Marcelo Tomás Barrios Vera /  Alejandro Tabilo
- Gonzalo Lama /  Thiago Seyboth Wild

## Přehled finále

### Mužská dvouhra
- Thiago Seyboth Wild vs.  Casper Ruud, 7–5, 4–6, 6–3

### Mužská čtyřhra
- Roberto Carballés Baena /  Alejandro Davidovich Fokina vs.  Marcelo Arévalo /  Jonny O'Mara, 7–6(7–3), 6–1